# Pszczółczyn (województwo podlaskie)
Pszczółczyn – wieś w Polsce położona w województwie podlaskim, w powiecie wysokomazowieckim, w gminie Kobylin-Borzymy.
W latach 1975–1998 miejscowość administracyjnie należała do województwa łomżyńskiego.
Wierni kościoła rzymskokatolickiego należą do parafii Wniebowzięcia Najświętszej Maryi Panny w Waniewie.

## Historia
Wieś wchodziła w skład dóbr Kurowo. W I Rzeczypospolitej Pszczółczyn należał do ziemi bielskiej.
W roku 1827 wieś liczyła 28 domów i 287 mieszkańców. Pod koniec XIX w. Słownik geograficzny Królestwa Polskiego informuje: Pszczółczyn, wieś włościańska, powiat mazowiecki, gmina Kowalewszczyzna, parafia Waniewo. Powierzchnia gruntów 966 morgów
.
W 1921 r. było tu 46 budynków z przeznaczeniem mieszkalnym i 1 inny zamieszkały oraz 304 mieszkańców (162 mężczyzn i 142 kobiety). Wszyscy podali narodowość polską i wyznanie rzymskokatolickie.

## Zobacz też

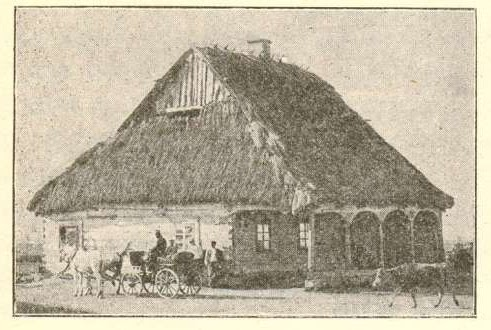
Stara karczma polska typu drugiego po zniesieniu "stanu" w jej szczycie.